# Gymnadenia rhellicani
Gymnadenia rhellicani (soms wel zwarte vanilleorchis genoemd) is een Europese orchidee uit de sectie Nigritellae. Het is een typische plant van alpiene streken met een opvallende donkerrode tot bijna zwarte bloem.

## Naamgeving enetymologie
- Synoniemen: Nigritella nigra subsp. nigra (L.) Reich. fil (1851), Nigritella rhellicani Teppner & E. Klein (1990), Nigritella nigra subsp. rhellicani (Teppner & E. Klein) H. Baumann, Künkele & R. Lorenz (2004)
- Duits: Gewöhnliches Kohlröschen
- Frans: Nigritelle de Relikon, Orchis vanille

De botanische naam Gymnadenia is ontleend aan het Oudgrieks en betekent zoveel als 'naakte klieren' (γυμνός, gumnos = naakt, ἀδήν, adēn = klier) en slaat op de afwezigheid van een vliesje rond de pollinia of stuifmeelkorrels. De soortaanduiding rhellicani slaat op de plaats Rellikon (Zwitserland), woonplaats van botanicus Johannes Müller, die de plant beschreef in 1555.
De Nederlandse naam zwarte vanilleorchis slaat op de kleur en de geur van de bloemen.
Deze naam werd tot enkele jaren geleden gebruikt voor de soort Nigritella nigra met al zijn ondersoorten. Sinds de promotie van deze ondersoorten tot soorten (Gymnadenia nigra s.s., Gymnadenia rhellicani, Gymnadenia austriaca en Gymnadenia gabasiana) slaat de Nederlandse naam in principe op die vier soorten.

## Kenmerken

### Plant
Gymnadenia rhellicani is een overblijvende, niet-winterharde plant en geofyt. Het is een maximaal 25 cm grote, slanke plant met een uitgespreid bladrozet van talrijke, licht- tot donkergroene lijnlancetvormige blaadjes en een bloemstengel met tientallen kleine bloemen in een dichte, eivormig tot kegelvormige aar, even hoog of iets hoger dan breed.
Boven het bladrozet bezit de stengel nog enkele schutbladachtige blaadjes. De onderste schutblaadjes zelf zijn langer dan de bloempjes en zijn langs de rand dicht bezet met kleine naaldvormige of kegelvormige tandjes, ongeveer 0,05 mm lang.

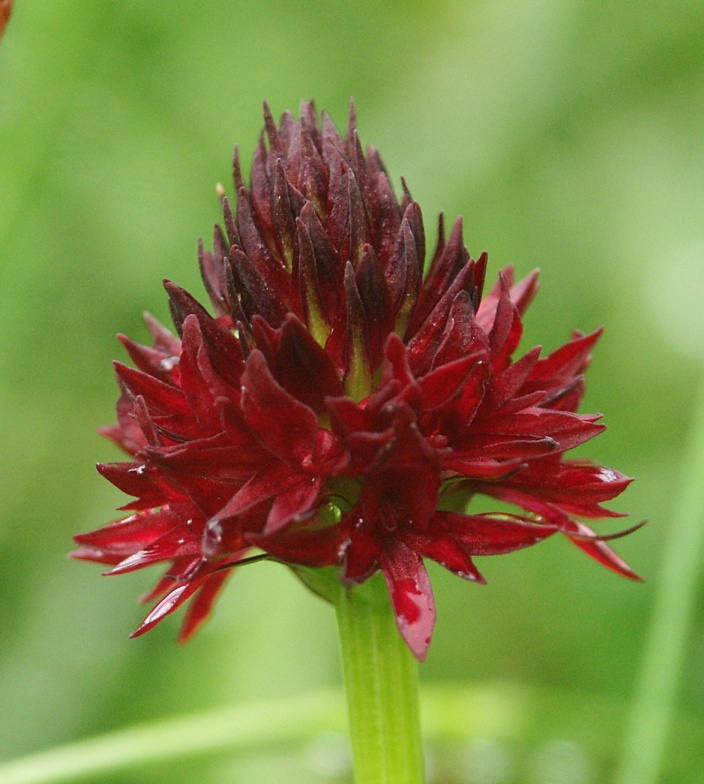
Gymnadenia rhellicani, detail bloem

### Bloemen
De bloemen zijn tot 1 cm groot, donkerrood tot zwartbruin, zelden lichtgekleurd, met een opvallende vanillegeur. De bloem is niet geresupineerd, de bloemlip staat bovenaan. De kelkbladen en kroonbladen vormen samen een kelkje. Beide zijn small ellipsvormig, de kelkblaadjes iets groter (± 8 mm) dan de kroonblaadjes, met een spitse top. Ook de lip is smal ellipsvormig, zelden drielobbig, de grootste breedte op een vierde van de onderkant, ± 6 mm lang, met gegolfde randen. Er is een zeer kort spoor.
De bloeitijd is van eind juni tot midden augustus.

## Voortplanting
Deze vanilleorchis bezit nectarklieren en wordt bezocht door meer dan vijftig verschillende soorten insecten, waarvan het merendeel vlinders.

## Habitat
Gymnadenia rhellicani heeft een voorkeur voor kalkrijke droge bodems in volle zonlicht, zoals kalkgraslanden en alpiene weiden, tussen 1000 en 2800 m hoogte.

## Voorkomen
Gymnadenia rhellicani komt voor in de alpiene gebieden van Midden-Europa, voornamelijk in de Alpen en de Karpaten. De plant komt slechts lokaal voor, maar kan dan zeer abundant optreden.

## Verwantschap en gelijkende soorten
Gymnadenia rhellicani maakt samen met een vijftiental sterk gelijkende soorten deel uit van het ondergeslacht (of sectio) Nigritellae, het vroegere geslacht Nigritella, dat sinds enkele jaren is opgenomen in het geslacht Gymnadenia (muggenorchissen).
Onderscheid maken tussen deze soorten is voor leken dikwijls zeer moeilijk, want gebaseerd op relatieve kenmerken als de vorm en het aantal tandjes op de randen van de schutblaadjes, de vorm van de bloemlip en van het spoor.
Daarbij komen er tussen de vijftien soorten nog eens bijna evenveel hybriden voor, wat de determinatie tot op soortniveau niet vereenvoudigd. De overlap van verspreidingsgebieden is echter beperkt.
Gymnadenia rhellicani kan door zijn donkere bloemen en binnen zijn verspreidingsgebied enkel verward worden met Gymnadenia austriaca, die echter vroeger bloeit, grotere bloemen in een bolvormige aar, en niet-getande schutblaadjes bezit, en Gymnadenia cenisia, met kleinere bloemen en langere tandjes op de schutblaadjes.

## Bedreiging en bescherming
Gymnadenia rhellicani is regionaal beschermd in Frankrijk. Hij wordt weinig bedreigd, tenzij door het plukken van de bloemen en door de aanleg van skipistes.
Sectie: Gymnadeniae

G. borealis · 
G. conopsea (Grote muggenorchis) · 
G. densiflora (Dichte muggenorchis)· 
G. frivaldii · 
G. odoratissima (Welriekende muggenorchis) · 
G. pyrenaica · 
G. straminea

Sectie: Nigritellae

G. archiducis-joannis · 
G. austriaca · 
G. bicornis · 
G. buschmanniae · 
G. carpatica · 
G. cenisia · 
G. corneliana (Roze vanillieorchis) · 
G. crassinervis · 
G. dolomitensis · 
G. emeiensis · 
G. gabasiana · 
G. lithopoliticana · 
G. microgymnadenia · 
G. neottioides · 
G. nigra (Zwarte vanilleorchis) · 
G. orchidis · 
G. propinqua · 
G. rhellicani · 
G. rubra · 
G. runei · 
G. stiriaca · 
G. taquetii · 
G. widderi